# Gøg og Gokke som flyttemænd
Gøg og Gokke som flyttemænd (originaltitel The Music Box) er en amerikansk kortfilm fra 1932. Filmen blev instrueret af James Parrott, produceret af Hal Roach og distribueret af Metro-Goldwyn-Mayer. Filmen, der handler om Gøg og Gokkes forsøg på at flytte et Piano op af en lang trappe, vandt som den første en Oscar for bedste kortfilm (komedie) i 1932. I 1997 blev filmen valgt til bevarelse i National Film Registry som værende "kulturelt, historisk eller æstetisk signifikant".